# James Black (acteur)
James Richard Black (Lima (Ohio), 3 april 1962) is een Amerikaans acteur en voormalig Americanfootballspeler.

## Biografie
Black studeerde af met een bachelor in musicologie aan de Universiteit van Akron in Akron (Ohio), aan deze universiteit speelde hij als halfback American football bij het schoolteam. Hij speelde hier zo goed dat hij als running back opgenomen werd bij de Cleveland Browns in Cleveland (Ohio). Zijn carrière als Americanfootballspeler eindigde al snel en hij besloot toen om acteur te worden.
Black begon in 1991 met acteren in de film A Triumph of the Heart: The Ricky Bell Story, waarna hij nog meer dan 130 rollen speelde in films en televisieseries. Hij is vooral bekend van zijn rol als Cleo in de televisieserie Anger Management waar hij in 45 afleveringen speelde (2012-2014).

## Filmografie

### Films
Selectie:
- 1999 Universal Soldier: The Return - als sergeant Morro
- 1998 Soldier - als Riley
- 1998 Out of Sight - als Himey
- 1998 Godzilla - als soldaat
- 1994 The Chase - als politieagent

### Televisieseries
Uitgezonderd eenmalige gastrollen.
- 2018-2022 The Family Business - als Rob - 17 afl.
- 2019-2021 All American - als Reggie Cooper - 5 afl.
- 2020 Days of our Lives - als Luca - 3 afl.
- 2012-2014 Anger Management - als Cleo - 45 afl.
- 2011-2013 Necessary Roughness - als Kojo Liberty - 2 afl.
- 2011 Cursed - als Gerrard Washington - 2 afl.
- 2008 The Starter Wife - als Felix Soel - 8 afl.
- 1999-2008 The PJs - als Tarnell - 28 afl.
- 2007 All of Us - als Benjamin Thibodeaux - 3 afl.
- 2006 Fashion House - als Rodney - 22 afl.
- 2004 Six Feet Under - als Duane - 4 afl.
- 2003 Strong Medicine - als Joey - 2 afl.
- 2001 S Club 7 in Hollywood - als Gordon - 3 afl.
- 1996-1997 The Burning Zone - als agent Michael Hailey - 19 afl.

- Library of Congress Control Number: no2019089283
- Virtual International Authority File: 311290649